# Warren County (Virginia)
Warren County ist ein County im Bundesstaat Virginia der Vereinigten Staaten. Im Jahr 2020 hatte das County 40.727 Einwohner und eine Bevölkerungsdichte von 73,6 Einwohnern pro Quadratkilometer. Der Verwaltungssitz (County Seat) ist Front Royal. Das County gehört zu den Dry Countys, was bedeutet, dass der Verkauf von Alkohol eingeschränkt oder verboten ist.

## Geographie
Warren County liegt fast im äußersten Norden von Virginia, ist etwa 30 km von West Virginia entfernt und hat eine Fläche von 560 Quadratkilometern, wovon sieben Quadratkilometer Wasserfläche sind. Es grenzt im Uhrzeigersinn an folgende Countys: Clarke County, Fauquier County, Rappahannock County, Page County, Shenandoah County und Frederick County.
Teile der Schutzgebiete Cedar Creek and Belle Grove National Historical Park, George Washington National Forest und Shenandoah National Park befinden sich auf dem Gebiet des Counties.

## Geschichte

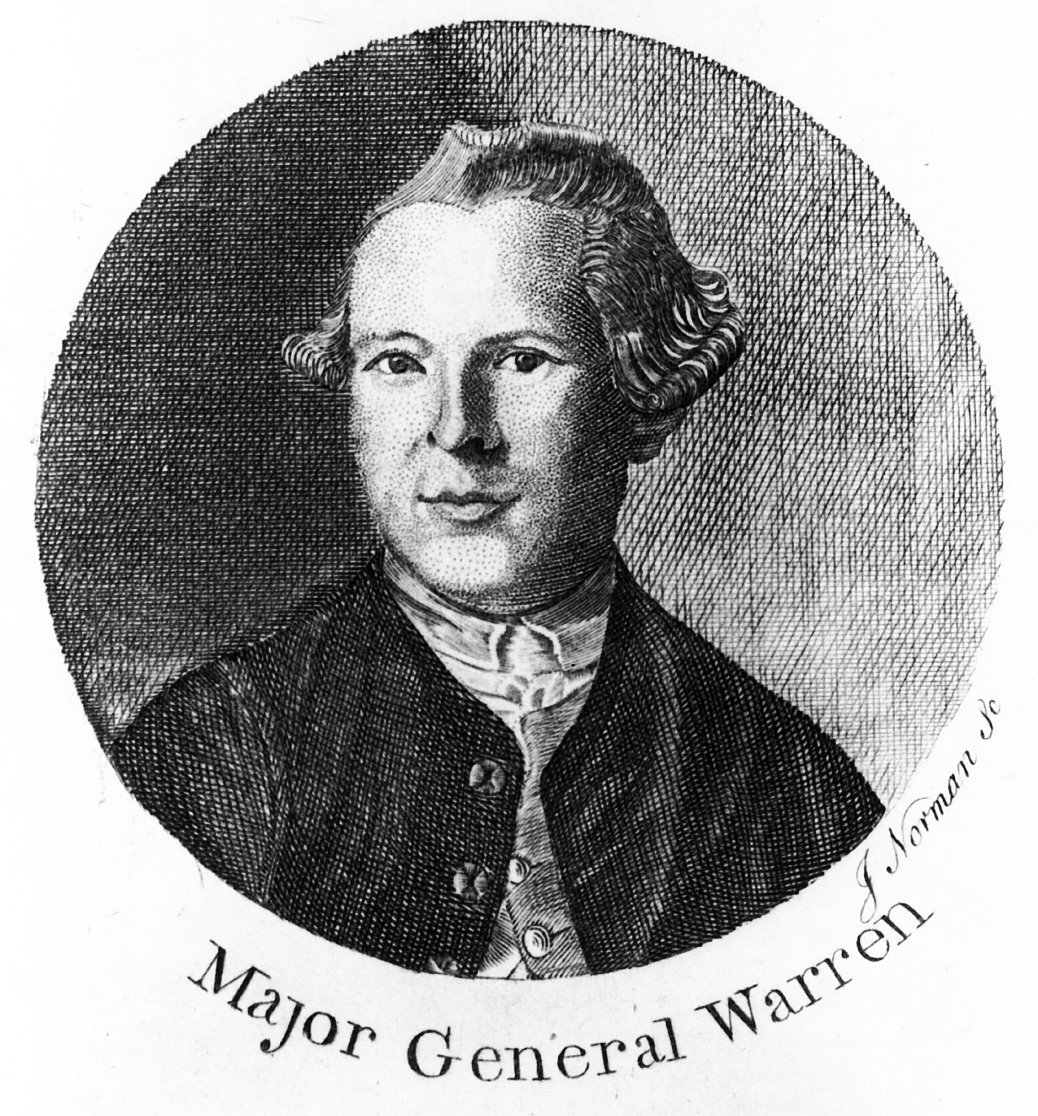
Joseph Warren

Gebildet wurde es 1836 aus Teilen des Frederick County und des Shenandoah County. Benannt wurde es nach Joseph Warren, einem Arzt und General, der eine führende Rolle der amerikanischen Patrioten in Boston spielte. Insgesamt wurden in 14 US-Bundesstaaten Countys nach ihm benannt. Bekannt wurde er als General bei der Schlacht von Bunker Hill.

## Demografische Daten

Alterspyramide des Warren County

Nach der Volkszählung im Jahr 2000 lebten im Warren County 31.584 Menschen. Davon wohnten 546 Personen in Sammelunterkünften, die anderen Einwohner lebten in 12.087 Haushalten und 8.521 Familien. Die Bevölkerungsdichte betrug 57 Einwohner pro Quadratkilometer. Ethnisch betrachtet setzte sich die Bevölkerung zusammen aus 92,71 Prozent Weißen, 4,83 Prozent Afroamerikanern, 0,27 Prozent amerikanischen Ureinwohnern, 0,43 Prozent Asiaten, 0,02 Prozent Bewohnern aus dem pazifischen Inselraum und 0,46 Prozent aus anderen ethnischen Gruppen; 1,29 Prozent stammten von zwei oder mehr ethnischen Gruppen ab. 1,56 Prozent der Bevölkerung waren spanischer oder lateinamerikanischer Abstammung.
Von den 12.087 Haushalten hatten 32,8 Prozent Kinder und Jugendliche unter 18 Jahre, die bei ihnen lebten. 55,6 Prozent waren verheiratete, zusammenlebende Paare, 10,0 Prozent waren allein erziehende Mütter, 29,5 Prozent waren keine Familien, 24,0 Prozent waren Singlehaushalte und in 8,8 Prozent lebten Menschen im Alter von 65 Jahren oder darüber. Die Durchschnittshaushaltsgröße betrug 2,57 und die durchschnittliche Familiengröße lag bei 3,04 Personen.
Auf das gesamte County bezogen setzte sich die Bevölkerung zusammen aus 25,6 Prozent Einwohnern unter 18 Jahren, 7,6 Prozent zwischen 18 und 24 Jahren, 30,6 Prozent zwischen 25 und 44 Jahren, 23,9 Prozent zwischen 45 und 64 Jahren und 12,3 Prozent waren 65 Jahre alt oder darüber. Das Durchschnittsalter betrug 37 Jahre. Auf 100 weibliche Personen kamen 96,7 männliche Personen. Auf 100 Frauen im Alter von 18 Jahren oder darüber kamen statistisch 94,9 Männer.

Das jährliche Durchschnittseinkommen eines Haushalts betrug 42.422 USD, das Durchschnittseinkommen der Familien betrug 50.487 USD. Männer hatten ein Durchschnittseinkommen von 37.182 USD, Frauen 25.506 USD. Das Prokopfeinkommen betrug 19.841 USD. 6,0 Prozent der Familien und 8,5 Prozent der Bevölkerung lebten unterhalb der Armutsgrenze. Darunter waren 8,7 Prozent der Kinder und Jugendlichen unter 18 Jahren und 10,4 Prozent der Einwohner im Alter von 65 Jahren oder darüber.